# Iago Aspas
Iago Aspas Juncal (sinh ngày 1 tháng 8 năm 1987) là cầu thủ bóng đá người Tây Ban Nha hiện đang chơi cho Celta ở giải La Liga và Đội tuyển bóng đá quốc gia Tây Ban Nha.

## Sự nghiệp
Điểm nhất của tiền đạo này là khi Aspas chuyển tới Liverpool vào mùa hè 2013 nhưng thất bại trong việc giành suất đá chính. Anh không ghi được bàn nào trong 14 lần ra sân tại Ngoại hạng Anh, và kết thúc cả mùa giải với chỉ một pha lập công sau 15 trận cho Liverpool. Phong độ thiếu thuyết phục của Aspas buộc Liverpool phải đem anh cho Sevilla mượn vào mùa hè. Aspas đã ghi được bảy bàn sau chín trận cho Sevilla, tuy nhiên sáu trong đó vào lưới đội bóng đang chơi ở hạng nhì Sabadell.

## Năm 2014
Hai cú hattric liên tục vào lưới của câu lạc bộ Sabadell. Chân sút này đóng góp tới sáu bàn giúp Sevilla đánh bại Sabadell với tổng tỷ số 11-2 để ghi tên vào vòng 1/8 Cup nhà vua Tây Ban Nha năm 2014. Trong trận lượt đi, anh ghi một hat-trick, ba bàn thắng của Aspas ở lượt đi ghi ở phút 43, 60 và 90. Trong trận lượt về, Iago Aspas ghi ba bàn liên tiếp ở các phút 58, 59 và 62, chỉ mất bốn phút để ghi ba bàn thắng giúp Sevilla đánh bại Sabadell với tỷ số 5-1 tại Cup nhà vua Tây Ban Nha.
Trong năm 2014, anh đã ghi 10 bàn trong 19 trận ở mùa này. Hiệu suất ghi bàn là 71 phút một lần, tính trên toàn mặt trận. Hiệu suất này cao hơn cả Cristiano Ronaldo (72 phút ghi một bàn) hay Lionel Messi (82 phút/ bàn) Neymar (87 phút lại ghi một bàn). So với các giải đấu lớn ở châu Âu khác, Aspas vẫn là người xếp đầu về hiệu suất ghi bàn. Aspas thi đấu tốt hơn khi quay lại quê nhà. Trong một năm ở Anfield, anh không hòa nhập với môi trường mới, thi đấu rất tệ và thường xuyên ngồi trên ghế dự bị.

## Sự nghiệp quốc tế
Ngày 15 tháng 11 năm 2016, Iago Aspas được huấn luyện viên Julen Lopetegui triệu tập vào đội tuyển bóng đá quốc gia Tây Ban Nha và đã ghi bàn thắng đầu tiên của anh trong trận giao hữu hòa đội tuyển Anh với tỉ số 2-2.
Tại World Cup 2018, anh chỉ có được một bàn thắng trong trận hòa 2-2 trước Maroc.

## Thống kê sự nghiệp
Tính đến 18 tháng 5 năm 2019
| Câu lạc bộ          | Mùa giải            | Giải đấu            | Giải đấu | Giải đấu | Cúp quốc gia | Cúp quốc gia | Châu lục | Châu lục | Tổng cộng | Tổng cộng |
| Câu lạc bộ          | Mùa giải            | Hạng                | Trận     | Bàn      | Trận         | Bàn          | Trận     | Bàn      | Trận      | Bàn       |
| ------------------- | ------------------- | ------------------- | -------- | -------- | ------------ | ------------ | -------- | -------- | --------- | --------- |
| Celta B             | 2006–07             | Segunda División B  | 21       | 1        | 0            | 0            | —        | —        | 21        | 1         |
| Celta B             | 2007–08             | Segunda División B  | 32       | 4        | 0            | 0            | —        | —        | 32        | 4         |
| Celta B             | 2008–09             | Segunda División B  | 31       | 6        | 0            | 0            | —        | —        | 31        | 6         |
| Celta B             | Tổng cộng           | Tổng cộng           | 84       | 11       | 0            | 0            | —        | —        | 84        | 11        |
| Celta               | 2007–08             | Segunda División    | 1        | 0        | 0            | 0            | —        | —        | 1         | 0         |
| Celta               | 2008–09             | Segunda División    | 3        | 2        | 0            | 0            | —        | —        | 3         | 2         |
| Celta               | 2009–10             | Segunda División    | 36       | 5        | 7            | 1            | —        | —        | 43        | 6         |
| Celta               | 2010–11             | Segunda División    | 30       | 4        | 1            | 1            | —        | —        | 31        | 5         |
| Celta               | 2011–12             | Segunda División    | 35       | 23       | 3            | 2            | —        | —        | 38        | 25        |
| Celta               | 2012–13             | La Liga             | 34       | 12       | 3            | 0            | —        | —        | 37        | 12        |
| Celta               | Tổng cộng           | Tổng cộng           | 139      | 46       | 14           | 4            | —        | —        | 153       | 50        |
| Liverpool           | 2013–14             | Premier League      | 14       | 0        | 1            | 1            | —        | —        | 15        | 1         |
| Liverpool           | Tổng cộng           | Tổng cộng           | 14       | 0        | 1            | 1            | —        | —        | 15        | 1         |
| Sevilla             | 2014–15             | La Liga             | 16       | 2        | 5            | 7            | 5        | 1        | 26        | 10        |
| Sevilla             | Tổng cộng           | Tổng cộng           | 16       | 2        | 5            | 7            | 5        | 1        | 26        | 10        |
| Celta               | 2015–16             | La Liga             | 35       | 14       | 5            | 4            | —        | —        | 40        | 18        |
| Celta               | 2016–17             | La Liga             | 32       | 19       | 5            | 2            | 12       | 5        | 49        | 26        |
| Celta               | 2017–18             | La Liga             | 34       | 22       | 3            | 1            | 0        | 0        | 37        | 23        |
| Celta               | 2018–19             | La Liga             | 27       | 20       | 2            | 1            | —        | —        | 29        | 21        |
| Celta               | Tổng cộng           | Tổng cộng           | 128      | 75       | 15           | 8            | 12       | 5        | 155       | 88        |
| Tổng cộng sự nghiệp | Tổng cộng sự nghiệp | Tổng cộng sự nghiệp | 381      | 134      | 35           | 20           | 17       | 6        | 433       | 160       |

### Quốc tế
Tính đến 28 tháng 3 năm 2023
| Tây Ban Nha | Tây Ban Nha | Tây Ban Nha |
| Năm         | Trận        | Bàn         |
| ----------- | ----------- | ----------- |
| 2016        | 1           | 1           |
| 2017        | 6           | 2           |
| 2018        | 10          | 3           |
| 2019        | 1           | 0           |
| 2023        | 2           | 0           |
| Tổng cộng   | 20          | 6           |

### Bàn thắng quốc tế
| #  | Ngày                 | Địa điểm                                     | Đối thủ       | Bàn thắng | Kết quả | Giải đấu                 |
| -- | -------------------- | -------------------------------------------- | ------------- | --------- | ------- | ------------------------ |
| 1. | 15 tháng 11 năm 2016 | Sân vận động Wembley, London, Anh            | Anh           | 1–2       | 2–2     | Giao hữu                 |
| 2. | 5 tháng 9 năm 2017   | Sân vận động Rheinpark, Vaduz, Liechtenstein | Liechtenstein | 5–0       | 8–0     | Vòng loại World Cup 2018 |
| 3. | 5 tháng 9 năm 2017   | Sân vận động Rheinpark, Vaduz, Liechtenstein | Liechtenstein | 7–0       | 8–0     | Vòng loại World Cup 2018 |
| 4. | 27 tháng 3 năm 2018  | Wanda Metropolitano, Madrid, Tây Ban Nha     | Argentina     | 5–1       | 6–1     | Giao hữu                 |
| 5. | 9 tháng 6 năm 2018   | Sân vận động Krasnodar, Krasnodar, Nga       | Tunisia       | 1–0       | 1–0     | Giao hữu                 |
| 6. | 25 tháng 6 năm 2018  | Sân vận động Kaliningrad, Kaliningrad, Nga   | Maroc         | 2–2       | 2–2     | World Cup 2018           |